# 名古屋市港防災センター
名古屋市港防災センター（なごやしみなとぼうさいセンター）は、愛知県名古屋市港区港明一丁目にある防災センターである。

## 概要
名古屋市港区役所に併設されており、防災に関する啓発や研修を行うことを目的として1982年（昭和57年）2月に開設された。実際の災害時には応急対策活動の拠点施設となる。運営は財団法人名古屋市防災管理公社を指定管理者として行なわれてきたが、2012年（平成24年）3月31日に公社が解散したことに伴って名古屋市消防局の直営となったのち、2013年（平成25年）4月1日より株式会社丹青社が指定管理者として運営を行なっている。
伊勢湾台風についての各種展示のほか、震度7の地震を再現する地震体験室や消防ヘリの試乗体験など各種体験学習と防災に関する常設展示や企画展示、サバイバル教室なども行われている。

## 施設

### 1F（見る・知る）
- 地震体験室
- 消防ヘリの試乗体験
- 図書館
- 各種展示

など

### 2F（体験する）
- 消火体験
- 通報体験
- 防災教室
- 煙避難体験室
- 伊勢湾台風を知る
- ミニシアター
- 集会室

など

## ギャラリー

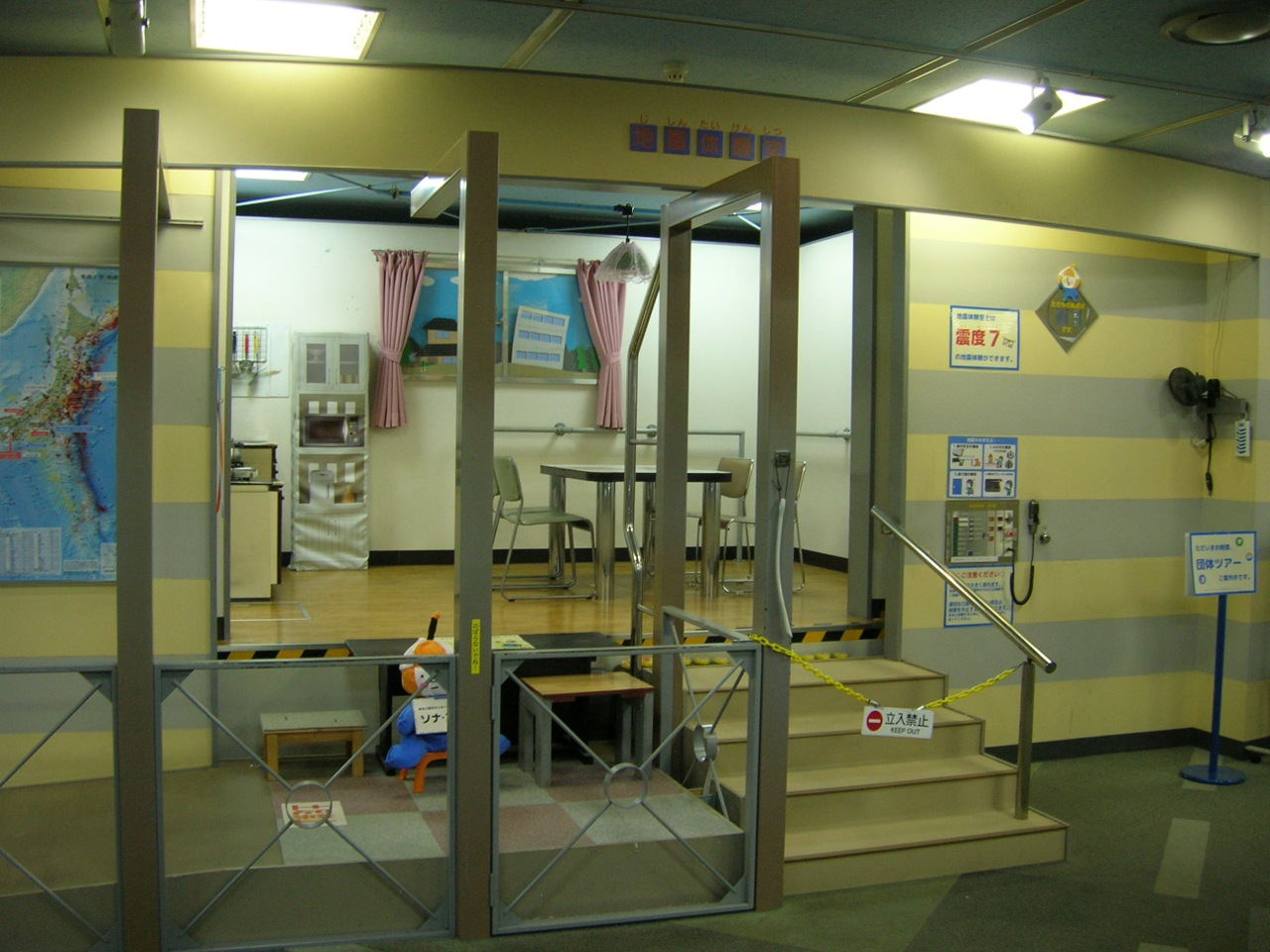
地震体験室
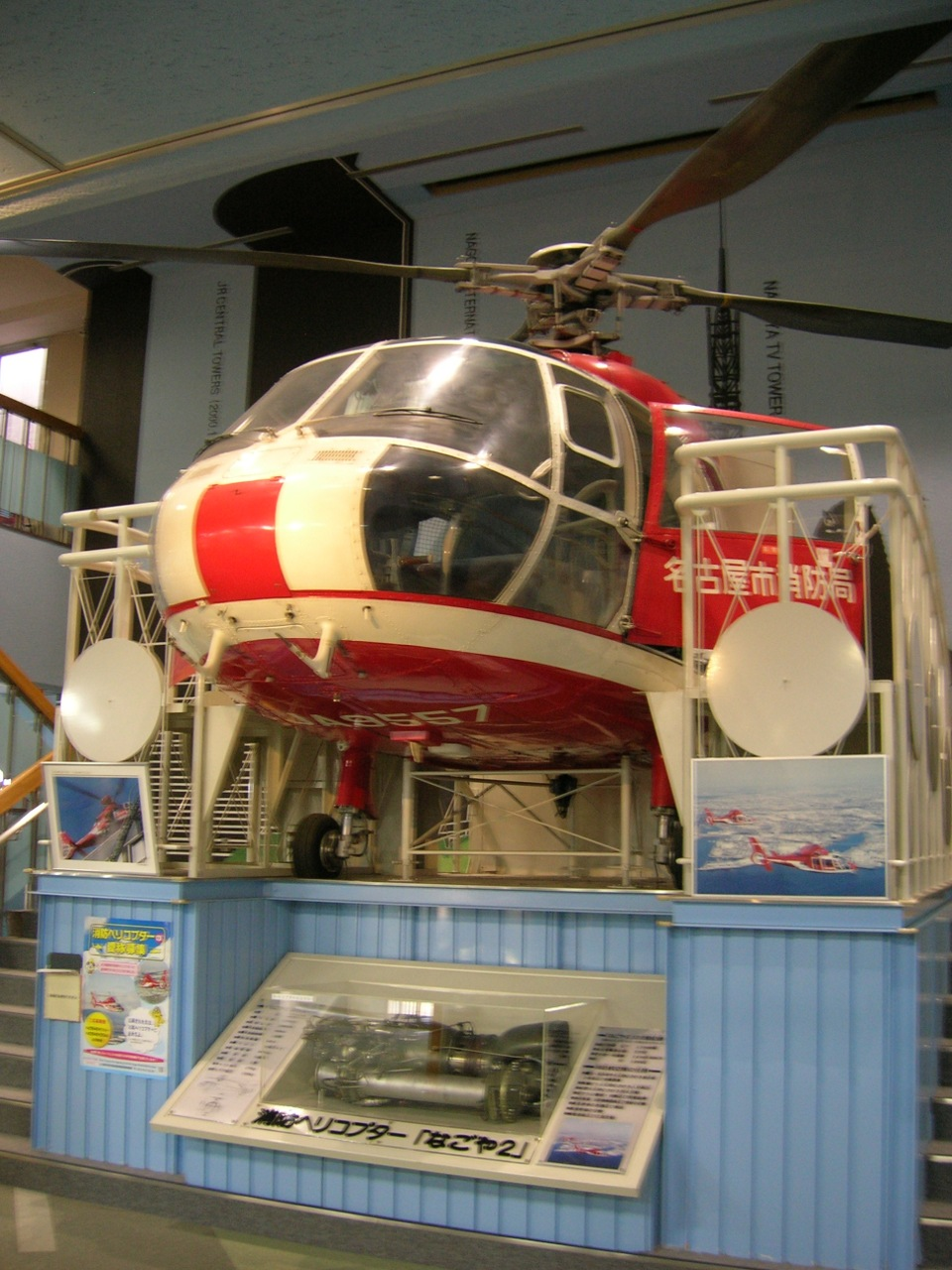
消防ヘリ「なごや2」

## 利用案内
- 開館時間：9：30 - 16：30
- 休館日：毎週月曜日（祝日の場合は翌日）、毎月第3水曜日、年末年始
- 入場料：無料

## 交通アクセス
- 名古屋市営地下鉄名港線「港区役所駅」下車、徒歩で約3分。
- 名古屋市営バス「港区役所」バス停で下車、徒歩で約1分。